# Aldo Valleroni
Aldo Valleroni (Massarosa, 20 febbraio 1920 – Firenze, 24 maggio 2000) è stato un compositore, paroliere e giornalista italiano.

## Biografia
Nel dopoguerra entra in vari complessi jazz della Versilia, iniziando a comporre canzoni, lavorando spesso con il compositore Pietro Faleni; partecipa al Festival di Sanremo 1951 con La cicogna distratta, cantata dal Duo Fasano.
Animatore del Carnevale di Viareggio, dal 1958 al 1964 è l'organizzatore della manifestazione musicale ad esso collegata, il Burlamacco d'oro.
Al 1960 risale uno dei suoi successi, Bevo (con testo di Filibello), interpretata da Jimmy Fontana.
Le sue canzoni più note sono Una rotonda sul mare del 1964, scritta con Fred Bongusto che la interpreta, e Mi va di cantare, presentata da Louis Armstrong e Lara Saint Paul al Festival di Sanremo 1968.
Nel 1998 compone in collaborazione con Italo Salizzato le musiche della Commedia Musicale ...E di nome si chiamava Abelardo di Ugo Mucci.
Muore due anni dopo all'età di 80 anni. È sepolto nel Cimitero Monumentale delle Porte Sante di Firenze.

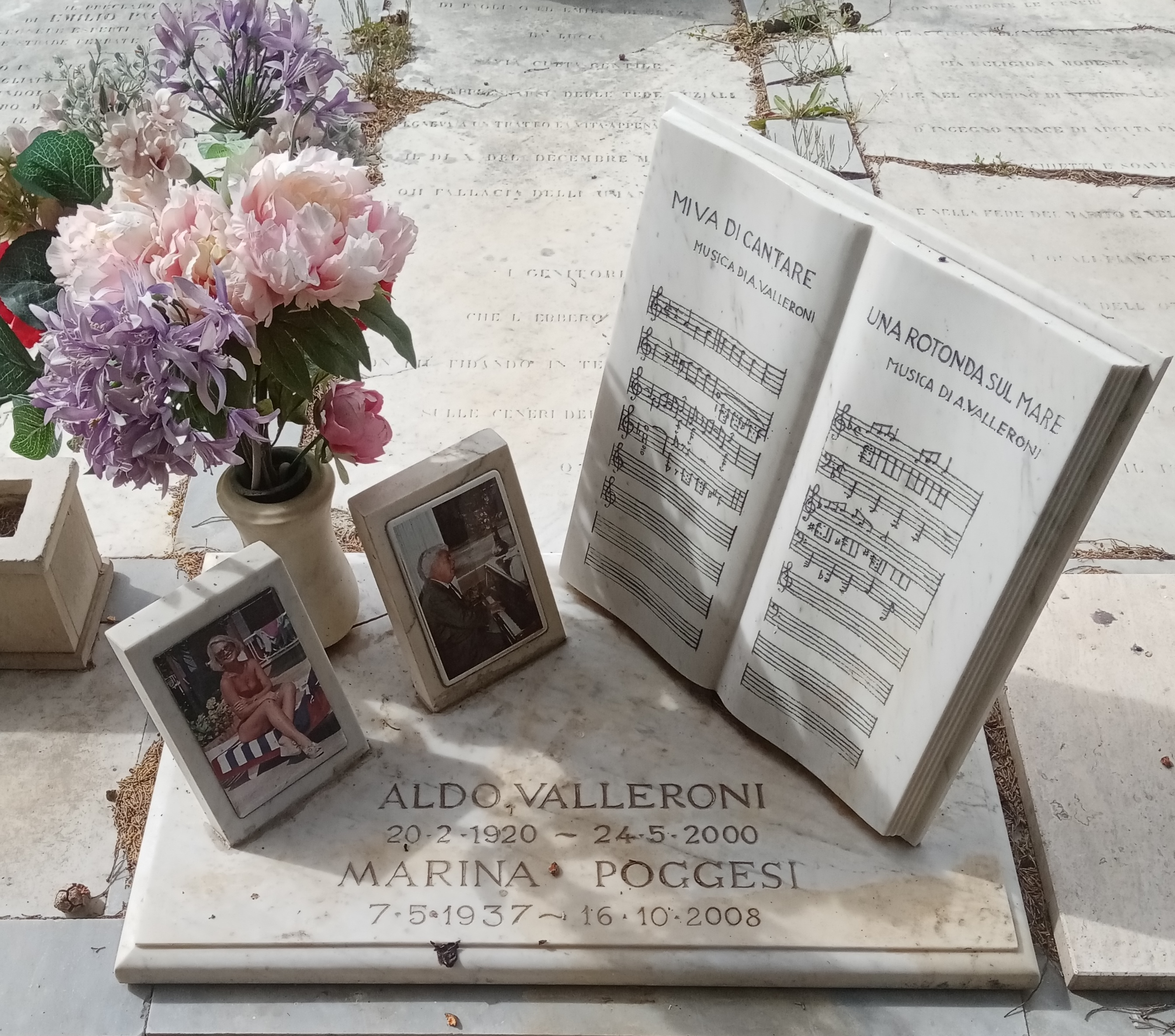
La tomba del compositore Aldo Valleroni presso il cimitero monumentale Porte Sante di Firenze a San Miniato a monte

Fra i suoi libri, da ricordare Versilia anni ruggenti, pubblicato nel 1979 dall'editore Priuli & Verlucca; come giornalista è stato direttore de La Nazione ed ha collaborato con La Stampa.

## Le principali canzoni scritte da Aldo Valleroni
| Anno | Titolo                 | Autori del testo                                | Autori della musica                           | Interpreti                           |
| ---- | ---------------------- | ----------------------------------------------- | --------------------------------------------- | ------------------------------------ |
| 1951 | La cicogna distratta   | Aldo Valleroni e Silvestro Nusca                | Armando Stefanini                             | Duo Fasano                           |
| 1959 | Mai                    | Arturo Casadei, Aldo Locatelli e Silvana Simoni | Aldo Valleroni e Arturo Casadei               | Mina                                 |
| 1960 | Bevo                   | Filibello                                       | Aldo Valleroni e Pietro Faleni                | Jimmy Fontana                        |
| 1960 | Se nel cielo           | Aldo Valleroni                                  | Dino Bronzi                                   | Roberto Davini                       |
| 1961 | Manuelito cha cha      | Aldo Valleroni                                  | Arrigo Amadesi                                | Nuccio Nicosia                       |
| 1961 | Non piangerò           | Aldo Valleroni                                  | Aldo Valleroni e Silvana Simoni               | Luciano Selli                        |
| 1963 | Cambiati la faccia     | Filibello                                       | Aldo Valleroni e Pietro Faleni                | Noris De Stefani                     |
| 1963 | E' calato il sipario   | Aldo Valleroni e Dino Bronzi                    | Aldo Valleroni                                | Noris De Stefani                     |
| 1964 | Una rotonda sul mare   | Franco Migliacci                                | Aldo Valleroni, Fred Bongusto e Pietro Faleni | Fred Bongusto                        |
| 1967 | Te faie desidera'      | Gennaro Amato                                   | Aldo Valleroni e Pietro Faleni                | Anna German e Lara Saint Paul        |
| 1968 | Mi va di cantare       | Vincenzo Buonassisi e Giorgio Bertero           | Aldo Valleroni e Marino Marini                | Louis Armstrong e Lara Saint Paul    |
| 1969 | Piccola piccola        | Vincenzo Buonassisi e Giorgio Bertero           | Aldo Valleroni e Marino Marini                | Carmen Villani e Alessandra Casaccia |
| 1972 | Cento lacrime giù      | Aldo Valleroni e Vito Pallavicini               | Franco Tessandori e Marcello Ramoino          | Paolo Mengoli                        |
| 1975 | Sei stata tu           | Sergio Piccioli                                 | Aldo Valleroni e Franco Tessandori            | Gianni Migliardi                     |
| 1978 | Buona fortuna gioventù | Aldo Valleroni e Sergio Piccioli                | Aldo Valleroni e Sergio Piccioli              | Luciano Tajoli                       |
| 1999 | Dream for Eloisa       | Strumentale                                     | Aldo Valleroni e Italo Salizzato              | Italo Salizzato                      |
| 1999 | Cosa mai generai       | Ugo Mucci                                       | Aldo Valleroni e Italo Salizzato              | ...E di nome si chiamava Abelardo    |
| 1999 | Che noia i professori  | Ugo Mucci                                       | Aldo Valleroni e Italo Salizzato              | ...E di nome si chiamava Abelardo    |
| 1999 | Romanza del bidello    | Ugo Mucci                                       | Aldo Valleroni e Italo Salizzato              | ...E di nome si chiamava Abelardo    |
| 1999 | Mia cara mamma         | Ugo Mucci                                       | Aldo Valleroni e Italo Salizzato              | ...E di nome si chiamava Abelardo    |
| 1999 | La spiata di Ileana    | Ugo Mucci                                       | Aldo Valleroni e Italo Salizzato              | ...E di nome si chiamava Abelardo    |
| 1999 | Tema di Abelardo       | Ugo Mucci                                       | Aldo Valleroni e Italo Salizzato              | ...E di nome si chiamava Abelardo    |
| 1999 | La delusione di Eloisa | Ugo Mucci                                       | Aldo Valleroni e Italo Salizzato              | ...E di nome si chiamava Abelardo    |
| 1999 | La visita medica       | Ugo Mucci                                       | Aldo Valleroni e Italo Salizzato              | ...E di nome si chiamava Abelardo    |
| 1999 | Qualcosa cambia in te  | Ugo Mucci                                       | Aldo Valleroni e Italo Salizzato              | ...E di nome si chiamava Abelardo    |
| 1999 | La confessione         | Ugo Mucci                                       | Aldo Valleroni e Italo Salizzato              | ...E di nome si chiamava Abelardo    |
| 1999 | La notte è per amar    | Ugo Mucci                                       | Aldo Valleroni e Italo Salizzato              | ...E di nome si chiamava Abelardo    |

## I libri scritti da Aldo Valleroni
| Titolo                           | Sottotitolo                              | Prefazione/Riferimento | Editore                         |
| -------------------------------- | ---------------------------------------- | ---------------------- | ------------------------------- |
| Puccini Minimo                   | Common Puccini                           | Ruggero Orlando        | Massarosa Editore               |
| Buon appetito Versilia           |                                          | Mariella Bertuccelli   | Priuli & Verlucca, 1981         |
| Versilia anni ruggenti           |                                          | Giovanni Giovannini    | Priuli & Verlucca, 1979         |
| Carosello Massarosese            | Bozzetti di casa nostra                  | Prof. Mario Conti      | editrice "Grafica 77" Massarosa |
| Quando la Musica è magia         | Viareggio, il carnevale e la sua musica  |                        | Pezzini, stampa 1992            |
| I melograni della signora Elvira | Il "Canzoniere della giovinezza"         | Marina Poggesi         | Grafiche L'ancora, 1998         |
| I ragazzi del piazzale           |                                          | Pier Francesco Listri  | EDA 1974 / EDISCO               |
| Versilia peccati e peccatori     | ultimi racconti a cura di Marina Poggesi | Francesca Cadel        | Lucca, Pacini Fazzi, 2001       |